# Carrer de Sant Martí (Lleida)
El Carrer de Sant Martí és un carrer catalogat com a monument del municipi de Lleida inclòs a l'Inventari del Patrimoni Arquitectònic de Catalunya.

## Descripció
Carrer antic de la ciutat, d'una amplada gairebé uniforme de 10 metres, que va del peu de la Seu Vella, on hi ha el Mercat del Pla, fins a l'Avinguda de Prat de la Riba, frontera amb la ciutat nova. S'hi troba, entre altres edificis i establiments de restauració, Centre d'Art la Panera, l'església nova i la vella de Sant Martí, construïda al segle xii.
L'escola de Magisteri, avui enderrocada, i l'antiga caserna de Policia, eren també fites importants. Tanmateix, són més abundants les cases velles de tres a cinc pisos, encara que cap a l'Avinguda Prat de la Riba les alçades comencen a muntar.

## Història
Aquest carrer va néixer sobre una calçada feta al llarg de l'antic camí de Montsó, el qual arrencava del portal de la Suda, no gaire lluny d'on comença el carrer de Boters. La porta de Montsó és l'origen de la parròquia de Sant Martí. El nom de carrer de Sant Martí no apareix fins avançat el segle xviii. Oficialment, des dels anys del Lluís de Blondel (1786). El 1781 havia estat construïda el baluard de la Llengua de Serp pel tinent de rei, Henri Wijélz. El 1788 tenia 24 cases de veïnatge i el 1875 s'enderrocà el quarter de Pilats, que deixà lloc al Mercat del Pla.